# أريد أن آكل بنكرياسك
أريد أن آكل بنكرياسك (باليابانية: 君の膵臓をたべたい، بالروماجي: Kimi no Suizō o Tabetai) (بالإنجليزية: I Want to Eat Your Pancreas)‏ هو فيلم أنمي أنمي ياباني من إخراج شينيتشيرو أوشيجيما ومن إنتاج إستديو فولن، مقتبس من من رواية خفيفة تحمل نفس الاسم [الإنجليزية]. عرض الفيلم في اليابان في 1 سبتمبر عام 2018.

## القصة
تدور أحداث القصة عن طالب في المدرسة الثانوية يجد مذكرات إحدى زميلاته ساكورا ياموتشي، يكتشف أنها تعاني من مرض عضال في بنكرياسها. على الرغم من ذلك تريد ساكورا أن تبقى يبدأون في قضاء الوقت معًا ويصبحون أصدقاء، ويجمع هذا السر الاثنين معًا حيث تعيش لحظاتها الأخيرة.

## الأداء الصوتي
| الشخصية            | الأداء الصوتي                |
| ------------------ | ---------------------------- |
| "مي" / هاروكي شيغا | ماهيرو تاكاسوغي [الإنجليزية] |
| ساكورا ياماوتشي    | لين                          |
| كيوكو              | يوكيو فوجي [الإنجليزية]      |
| تاكاهيرو           | يوما أوتشيدا                 |
| غام بوي            | جون فكشيما                   |
| والدة "مي"         | أتسوكو تاناكا                |
| والد "مي"          | شينيتشيرو ميكي               |
| والدة ساكورا       | إيمي واكوي [الإنجليزية]      |
| ضابط شرطة 1        | كينتا كاتاوكا                |
| ضابط شرطة 2        | تومويوكي أرتي                |
| والد بائع السمك    | جونوسكي كورودا               |
| عامل المكتب        | تاكايوكي أوغاوا              |

## وصلات خارجية
- الموقع الرسمي باللغة اليابانية
- الموقع الرسمي باللغة الإنجليزية
- أريد أن آكل بنكرياسك على موقع IMDb (الإنجليزية)
- أريد أن آكل بنكرياسك على موقع روتن توميتوز (الإنجليزية)
- أريد أن آكل بنكرياسك على موقع بوكس أوفيس موجو (الإنجليزية)
- أريد أن آكل بنكرياسك على موقع فيلمافينيتي (الإسبانية)
- أريد أن آكل بنكرياسك على موقع قاعدة بيانات الفيلم (الإنجليزية)
- أريد أن آكل بنكرياسك على موقع ليتربوكسد (الإنجليزية)
- أريد أن آكل بنكرياسك على موقع كينوبويسك (الروسية)
- أريد أن آكل بنكرياسك على موقع ANN anime (الإنجليزية)